# Parlamentswahl in Bhutan 2008
Bei der Parlamentswahl in Bhutan 2008 wählten die Wahlberechtigten des Königreichs Bhutan am 24. März 2008 zum ersten Mal eine Nationalversammlung. Es wurden 47 Abgeordnete gewählt. Die gewählten Abgeordnete gehörten der Volksdemokratischen Partei (PDP) und die Bhutanischen Partei für Frieden und Wohlstand (DPT) an.
Das Oberhaus des neuen Parlaments war bereits im Dezember 2007 gewählt worden. Die Wahl zur Nationalversammlung, dem Unterhaus des Parlaments von Bhutan, war der letzte Schritt zur Einführung einer konstitutionellen Monarchie.
Die Einführung der konstitutionellen Monarchie in dem abgeschotteten Himalayastaat ist auf eine Initiative des früheren Königs Jigme Singye Wangchuck zurückzuführen, der 2005 demokratische Wahlen ankündigte. Ende 2006 dankte er ab und übergab die Regierungsgeschäfte an seinen Sohn, Kronprinz Jigme Khesar Namgyel Wangchuck. Die Krönung des neuen Königs fand 2008 statt.

## Ablauf der Wahl
Die Wahl konnte entweder in den Wahllokalen an Wahlgeräten oder per Briefwahl erfolgen. 235.693 Wahlberechtigte wählten in den Wahllokalen und 17.119 per Briefwahl. Insgesamt übten 252.812 Wahlberechtigte ihr Wahlrecht aus, was einer Wahlbeteiligung von 79,38 % entsprach.

## Ergebnis

Ergebnisse der Parlamentswahl 2008 nach Wahlkreisen

Da zum Zeitpunkt der Wahl nur die beiden Parteien Volksdemokratische Partei (People’s Democratic Party, PDP) und Druk Phuensum Tshogpa (Bhutanische Partei für Frieden und Wohlstand, DPT) existierten, entfiel der erste Wahlgang. Die Bhutan National Party (BNP), ebenfalls im Jahr 2007 gegründet, wurde nicht als Partei anerkannt, da diese nicht über die erforderliche landesweite Mitgliedschaft und über kein klares Programm verfüge.
Am 20. Januar 2008 gab es Bombenanschläge an vier Orten, darunter auch in der Hauptstadt Thimphu. Eine Gruppe, mit Namen Vereinigte Revolutionäre Front von Bhutan, übernahm die Verantwortung für die Anschläge. Trotz der Gewalt verlief die Wahl in den 20 Distrikten Bhutans mit mehr als 850 Wahllokalen nach Angaben der Wahlkommission reibungslos. Insgesamt gab es 318.000 Wahlberechtigte. Angehörige der Königsfamilie und buddhistische Mönche waren nicht wahlberechtigt. Die Wahlbeteiligung lag bei knapp 80 %. Internationale Beobachter, darunter eine Wahlbeobachtungsmission der Europäischen Union, überwachten die Wahl.
Bei der Wahl errangen die Royalisten einen überragenden Sieg. Die DPT gewann 45 der 47 Sitze. Die PDP kam nur auf zwei Mandate. Die Wahlbeteiligung lag bei 79,4 Prozent. Das inhaltliche Profil der Parteien unterschied sich nicht stark voneinander, allerdings stand die DPT dem König näher.
Im einzigen Wahlgang wurde nach britischem Vorbild, in Form des relativen Mehrheitswahlrechts, gewählt. Der Kandidat, der die meisten Stimmen auf sich vereinigen konnte, gewann das Mandat im Wahlkreis. Deshalb ergibt sich eine Diskrepanz zwischen dem Stimmenanteil der beiden Parteien und den Sitzen im Parlament.
Infolge der Wahl trat der Vorsitzende der DPT Jigme Thinley am 9. April 2008 das Amt des Ministerpräsidenten an. Oppositionsführer war der PDP-Abgeordnete Tshering Tobgay. Die Nationalversammlung konstituierte sich in einer Sitzung am 22. April und wählte Jigme Tshultim (DPT) zu ihrem neuen Präsidenten.

Zusammensetzung der gewählten Nationalversammlung:

| Partei/Wahlbündnis                      | Partei/Wahlbündnis                                 | Stimmen | Stimmenanteil | Sitze |
| --------------------------------------- | -------------------------------------------------- | ------- | ------------- | ----- |
|                                         | Bhutanische Partei für Frieden und Wohlstand (DPT) | 169.490 | 67,04 %       | 45    |
|                                         | Volksdemokratische Partei (PDP)                    | 83.522  | 32,96 %       | 2     |
| Stimmen gesamt (Wahlbeteiligung 79,4 %) | Stimmen gesamt (Wahlbeteiligung 79,4 %)            | 253.012 | 100,00 %      | 47    |